# 潯州戰鬥
潯州戰鬥，又稱桂平戰鬥，發生於1925年3月16日，地點是在中國桂東。是北洋政府時期內戰之一，交戰兩方為黃紹雄、范石生混部及滇軍唐繼堯部。最後，黃紹雄、范石生混部獲勝，滇軍唐繼堯部敗下南寧。